# Гамильтон, Чарльз, 5-й граф Хаддингтон
Чарльз Гамильтон, 5-й граф Хаддингтон (англ. Charles Hamilton, 5th Earl of Haddington; 1650 — май 1685) — шотландский дворянин. Он носил титул учтивости — лорд Биннинг с 1650 по 1669 год.

## Биография
Родился в 1650 году. Единственный выживший сын Джона Гамильтона, 4-го графа Хаддингтона (1626—1669), и леди Кристиан Линдси (? — 1704), дочери лорда-казначея Шотландии Джона Линдси, 17-го графа Кроуфорда, и его жены Леди Маргарет Гамильтон.
31 августа 1669 года после смерти своего отца Чарльз Гамильтон унаследовал титулы 5-го графа Хаддингтона (Пэрство Шотландии), 5-го лорда Биннинга (Пэрство Шотландии) и 5-го лорда Байреса и Биннинга (Пэрство Шотландии).
Он занимал должность лорда-верховного комиссара Генеральной Ассамблеи Церкви Шотландии в 1664 году.
Лорд Хаддингтон не вмешивался активно в политику, но широко поддерживал махинации своего родственника герцога Гамильтона с герцогом Лодердейлом. Он отказался подписать шотландский акт о тесте 1681 года, что еще больше отдалило его от общественной жизни.
Лорд Хаддингтон скончался в мае 1685 года в Тайнингем-хаусе, Ист-Лотиан.

## Брак и дети
8 октября 1674 года лорд Хаддингтон женился на леди Маргарет Лесли (? — 20 августа 1700), старшей дочери Джона Лесли, 1-го герцога Роутса (1630—1681) и Энн Кроуфорд-Линдси (1631—1689). Леди Маргарет была наследницей графства Рутс своего отца, но не его герцогства. В условиях брачного контракта, чтобы предотвратить угасание титула Роутса, было решено, что их старший сын будет брать фамилию Лесли и станет наследником графства Роутс, а второй сын будет наследником графства Хаддингтон. У них было четверо детей:
- Джон Гамильтон-Лесли, 9-й граф Роутс (1679 — 9 мая 1722)
- Томас Гамильтон, 6-й граф Хаддингтон (5 сентября 1680 — 28 ноября 1735), второй сын и преемник отца.
- Достопочтенный Чарльз Гамильтон, умер молодым
- Леди Энн Гамильтон, умерла в младенчестве.